# كورتيس لي (رجل أعمال)
كورتيس لي (بالإنجليزية: Curtis Lee)‏ هو شخصية أعمال أمريكي، ولد في 17 سبتمبر 1977 في لوس أنجلوس في الولايات المتحدة.